# نبرد کوماروو
نبرد کوماروو (انگلیسی: Battle of Komarów) یکی از مهم‌ترین نبردها در جریان جنگ لهستان-شوروی است که از ۳۰ اوت تا ۲ سپتامبر ۱۹۲۰ در حوالی دهکده کوماروو-اوسادا واقع در نزدیکی زاموشچ رخ داد. این نبرد آخرین نبرد بزرگ تاریخ بود که در آن از سواره‌نظام با نقش سنتی خودش و نه به عنوان پیاده‌نظام سواره استفاده گشت.: 226–232 
نبرد کوماروو پیروزی بزرگی برای لهستانی‌ها محسوب می‌گشت و نتایج دهشتناکی برای نیروهای شوروی به ارمغان داشت. لشکر ۱ سواره‌نظام شوروی به سختی توانست از محاصره و انهدام کامل بگریزد و تلفات سنگینی را متحمل گشت. تأثیر این نبرد به قدری بود که روحیه سربازان لشکر ۱ سواره‌نظام شوروی فرو ریخت و این یگان دیگر هیچگاه نتوانست نقش عملیاتی ایفا نماید.

## مقدمات نبرد

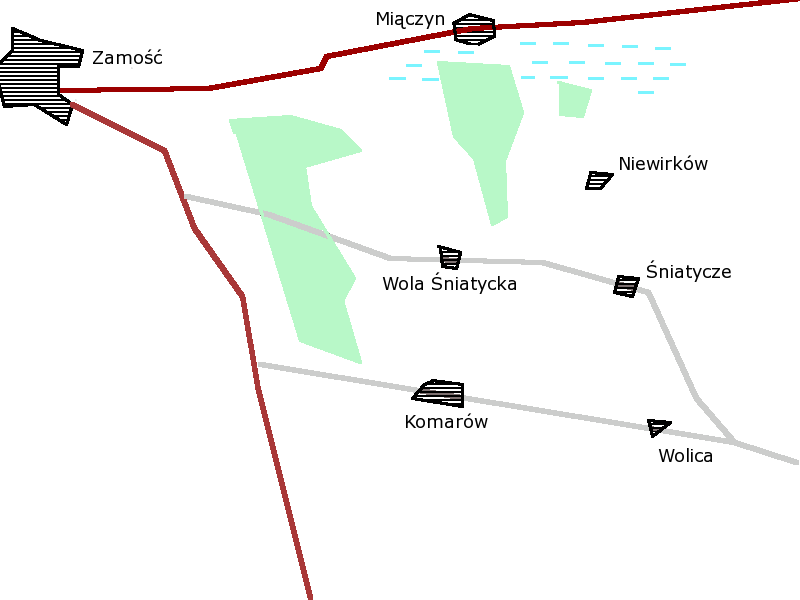
نقشه ناحیه نبرد.

پس از نبرد زادووژه که توانست لشکر ۱ سواره‌نظام شوروی تحت فرماندهی سیمیون بودیونی را برای یک روز متوقف کند نیروهای شوروی توان خود را از دست دادند و نتوانستند به باقی سربازان ارتش سرخ در نبرد ورشو (۱۹۲۰) ملحق گردند. با شکست نیروهای شوروی در تصرف ورشو و آغاز عقب‌نشینی ایشان به سمت شرق، توخاچفسکی به بودیونی دستور داد تا با حرکت به سمت شمال جناح راست نیروهای یوزف پیلسودسکی را مورد حمله قرار دهند تا فشار از روی نیروهای در حال عقب‌نشینی ارتش سرخ کاسته شود. توخاچفسکی معتقد بود که اگر بتواند قوای لهستان را به سمت جنوب بکشاند خواهد توانست تا نیروهای شوروی را نظم بخشیده و بار دیگر تهاجم به سمت غرب جهت تصرف ورشو را آغاز نماید.
نبردهای سنگین در اطراف لووف و بالای رود باگ حرکت سواره‌نظام شوروی را به تعویق انداخت و هنگامی که این نیروها در ۳۰ اوت به ۱۹۲۰ به نزدیکی زاموشچ رسیدند نیروهای لهستانی خطوط دفاعی خود را محکم نموده و قوای خود را مستقر کرده بودند.

## درگیری‌های نخستین
در روز ۲۹ اوت نیروهای شوروی با اولین واحدهای لهستانی تحت فرماندهی استانیسواو ماچک درگیر شدند که لهستانی‌ها موفق شدند پیشروی واحدهای ارتش سرخ را به تعویق بیندازند. در همان روز هنگ ۱ کرخوفچه اولان موفق شد تا چند واحد ارتش سرخ را که مهیا نبودند شکست داده و علاوه بر ۱۵۰ اسیر، ۳ عراده توپ و ۷ مسلسل را به غنیمت بگیرد.
در روز بعد قوای بلشویک به زاموشچ رسیدند اما متوجه شدند که شکستن خطوط دفاعی لهستانی‌ها بسیار دشوار است. دژ تحت فرماندهی میکولای بولتوچ قرار داشت و شامل باقی مانده لشکر ۶ پیاده‌نظام اوکراین تحت فرماندهی مارکو بزروچکو، یک هنگ و دو گردان پیاده‌نظام لهستانی و سه قطار زرهی بود. لشکر ۱ سواره‌نظام لهستان نیز در روستای کوماروو واقع در غرب شهر موضع گرفته بود.
در این موقعیت بودیونی سه راه داشت: حمله به شهری که به خوبی مستحکم گشته بود، تلاش برای شکستن خطوط دفاعی لشکر ۱۳ پیاده‌نظام لهستان، درگیر شدن با سواره‌نظام لهستانی که در ۲۰ کیلومتری غرب شهر مستقر گشته بودند و تعدادشان مشخص نبود. با وجود آنکه بودیونی از تعداد نفرات دشمن اطلاع نداشت اما انتظار مقاومت سنگینی نمی‌رفت و دستور داد تا شهر از سمت غرب دور زده شود.

## مرحله اول
در ساعت ۶ صبح روز ۳۱ اوت به ۲۰۰ سرباز لهستانی دستور داده شد تا "تپه ۲۵۵" را تصرف نمایند. سربازان لهستانی بدون هیچ مقاومتی بر این تپه تسلط پیدا کردند و پس از آن متوجه یک گروه بزرگ از سربازان بلشویک گشتند که بدون نظم و سازمان‌دهی در حالی نزدیک شدن بودند، سربازان لهستانی به این واحد حمله کردند و تلفات سنگینی را به ایشان وارد نمودند. در ادامه و با ضد حمله نیروهای شوروی، سربازان لهستانی مجبور به عقب‌نشینی از تپه و حرکت به سمت یک دهکده در همان نزدیکی گشتند. پیشروی بلشویک‌ها در ساعت ۱۰ صبح و به مدد آتش سنگین مسلسل‌های لهستانی متوقف گشت و سربازان لهستانی توانستند دوباره بر تپه مسلط گردند. حملات بعدی روس‌ها برای تصرف تپه ۲۵۵ ثمری نداشت و تپه در دست نیروهای لهستانی باقی ماند.
در همین زمان و در دهکده Wolica Śniatyńska سربازان لهستانی به مهاجمین حمله بردند و پس از یک نبرد کوتاه بلشویک‌ها شروع به عقب‌نشینی کردند که طی آن مقادیر قابل توجهی از سلاح‌های سنگین خویش و حتی خودرو ستاد بودیونی را رها کردند.
در ساعت ۱۲ سربازان لهستانی حمله‌ای را به پایین تپه انجام دادند که با مقاومت شدید سربازان شوروی مواجه گشت و تلفات زیادی به هر دو طرف وارد گشت. در نهایت سربازان شوروی مجبور به عقب‌نشینی گشتند که با ورود سواره‌نظام لهستانی تحت فرماندهی تادئوس کوموروسکی به کارزار، این عقب‌نشینی به سمت زاموشچ تلفات سنگینی را به بلشویک‌ها وارد کرد. با پایان تعقیب و گریز نبرد تا ساعت ۵ عصر متوقف گشت.

## مرحله دوم
در ساعت ۵ عصر تهاجم دوباره ارتش سرخ برای تصرف دهکده Wolica Śniatyńska آغاز گشت. برای مقابله با این تهدید سرهنگ یولیوس رومل دستور داد تا تمامی سواره‌نظام لهستانی به سربازان شوروی حمله کنند. پس از یک درگیری سنگین، بلشویک‌ها مجبور به عقب‌نشینی گشتند. مدتی بعد واحدهای جدید شوروی به نزدیکی روستا رسیدند که پیش از منظم شدن توسط لهستانی‌ها شناسایی گشته و سرهنگ رومل به تمام واحدهای موجود در منطقه دستور داد تا با تمام توان به این نیروها حمله کنند. پس از نیم ساعت نبرد بودیونی به سربازان خویش دستور عقب‌نشینی داد. تنها راه عقب‌نشینی به سمت شرق از مواضع لژیون ۲ پیاده‌نظام لهستان می‌گذشت که تحت فرمان میخال رولا ژمیرسکی قرار داشتند. نیروهای شوروی پس از تلاش فراوان توانستند تا از این مواضع بگذرند اما در این مسیر متحمل تلفات سنگینی گشتند و نبرد در همان روز پایان یافت.

## عواقب و تلفات

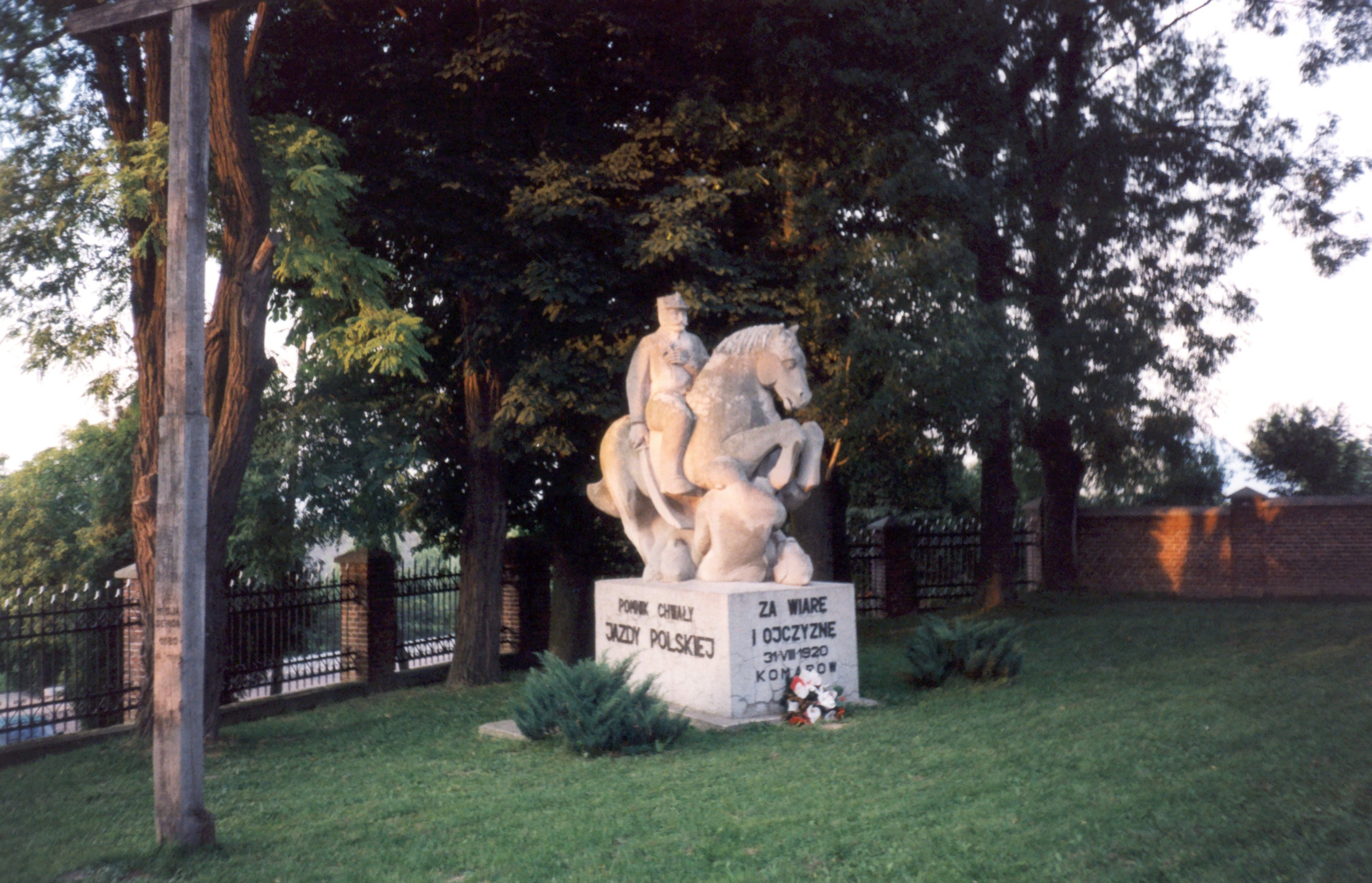
یادواره نبرد کوماروو در لهستان

با وجود عقب‌نشینی قوای بودیونی، سواره‌نظام لهستانی به تعقیب ایشان ادامه داد تا نگذارد قوای بلشویک دست به تجدید قوا بزنند. در ۲ سپتامبر سواره‌نظام لهستانی به لشکر ۴۴ تفنگداران شوروی رسید و یک هنگ آن را به صورت کامل منهدم نمود. در روزهای بعد خروبیشوو و وولودیمیر-وولینسکیی توسط سربازان لهستانی تصرف شدند.
در ۱۲ سپتامبر و پس از نبرد رود نمان نیروهای لهستانی تحت امر ووادیسواف سیکورسکی نیز تهاجم خویش را آغاز نموده و تا انتها سپتامبر قوای شوروی را تا جایی که بلشویک‌ها پیش از آغاز تهاجم به ورشو در آن قرار داشتند عقب راندند. نیروهای بودیونی از جبهه فراخوانده شدند و تا هنگام آتش‌بس در اکتبر دیگر در هیچ عملیاتی شرکت نداشتند.
نبرد کوماروو فاجعه‌ای برای نیروهای شوروی بود که علی‌رغم برتری عددی نتوانستند تا به صورت منسجم عمل کرده و در نتیجه به صورت سلسله‌وار توسط نیروهای لهستانی پس زده شده و شکست خوردند. نبود ارتباط مناسب میان واحدهای بلشویک و ضعف توان اطلاعاتی شوروی عامل اصلی این شکست قلمداد می‌گردد. پس از نبرد و در هنگام عقب‌نشینی ژوزف استالین و کلیمنت ووراشیلوف که کمیسرهای سیاسی ارتش سرخ بودند کنترل خود را بر واحدهای تحت امر از دست دادند که منجر به غارت و تجاوز سربازان شوروی به مردم گشت. همچنین سربازان لشکر ۱ سواره‌نظام شوروی عامل ایجاد دوره‌ای از خشونت‌های ضدیهودی در منطقه بودند.
تلفات ارتش لهستان ۵۰۰ کشته و از دست رفتن ۷۰۰ اسب بود. همچنین هیچ سرباز لهستانی توسط نیروهای شوروی اسیر نگشت.
نبرد کوماروو به واسطه تعداد نفرات حاضر در آن بزرگترین نبرد سواره‌نظام قرن بیستم قلمداد می‌گردد و گاهی با عنوان‌هایی مانند "بزرگترین نبرد سواره‌نظام از ۱۸۱۳" یا "معجزه زاموشچ" از آن یاد می‌شود.